# Królestwo Abchazji
Królestwo Abchazji (gruz. აფხაზთა სამეფო apchazta samepo) – średniowieczna monarchia feudalna, istniejąca w latach 778–1008 na terenie dzisiejszej zachodniej Gruzji (w tym Abchazji). W 1008 została zjednoczona z Tao-Klardżeti w Królestwo Gruzji.

## Historia
Abchazja była księstwem znajdującym się pod zwierzchnictwem Cesarstwa Bizantyjskiego. Jej stolicą była Anakopia. Rządzona była przez archontów, którzy efektywnie funkcjonowali jako bizantyjscy wicekrólowie. Była państwem głównie chrześcijańskim, z siedzibą arcybiskupa (podległego patriarsze Konstantynopola) w Picundzie. 
W 735 Umajjadzi wysłali wojska na wojnę z gruzińskimi państwami. W pogoni za Mirianem i Arczilem, dwójką książąt Kachetii, w 736 zaatakowali Abchazję. W wyniku oporu stawionego przez archonta Leona I, w połączeniu z dyzenterią i powodziami, najeźdźcy zaniechali działań zbrojnych. Później Leon I poślubił córkę Miriana, a jego następca, Leon II, wykorzystał unię dynastyczną do nabycia Lazyki w latach 70. VIII wieku.

### Powstanie i konsolidacja

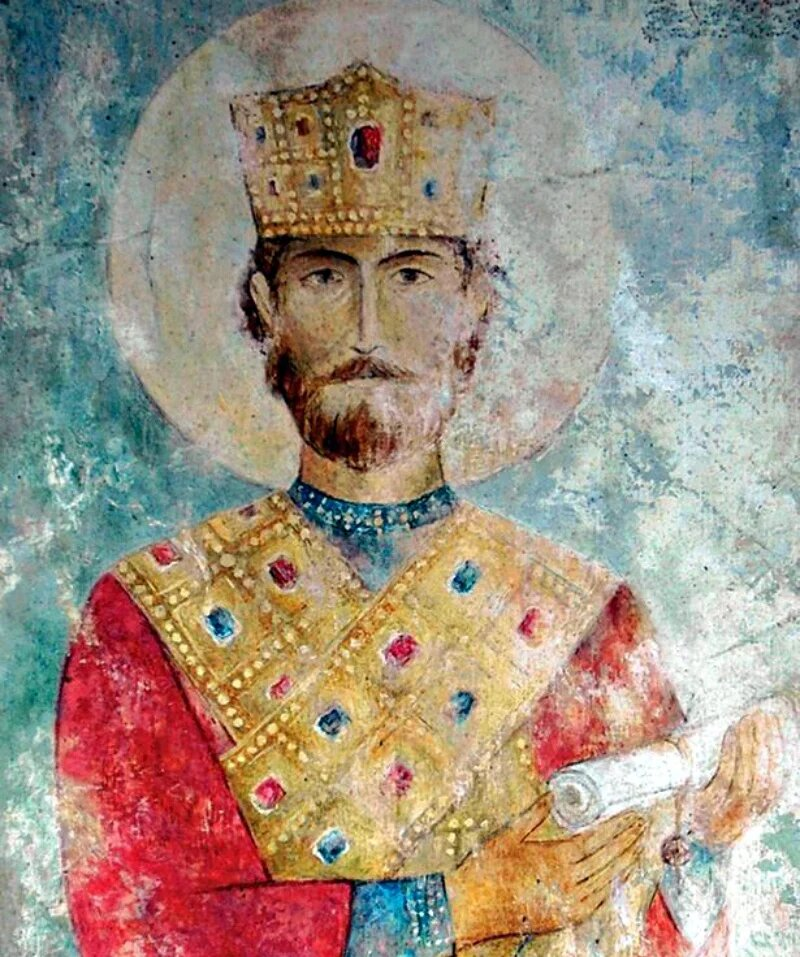
Leon II

Dzięki wygranej wojnie z Arabami, Abchaskie księstwa miały wystarczająco siły, by uzyskać większą autonomię od Cesarstwa Bizantyjskiego. Przed 778, Leon II, z pomocą Chazarów, uzyskał pełną niezależność i przyjął tytuł króla Abchazów. Przeniósł również stolicę z zachodniej Gruzji do Kutaisi, a swoje królestwo podzielił na osiem księstw. Podczas jego panowania, Abchazja była mniej aktywna w rozszerzaniu granic na wschód. Po uzyskaniu niepodległości, głównym problemem stała się przynależność Kościoła. Na początku IX wieku, abchaski Kościół oddzielił się od Konstantynopola, a język grecki w liturgii zastąpiono językiem gruzińskim.

### Zjednoczenie

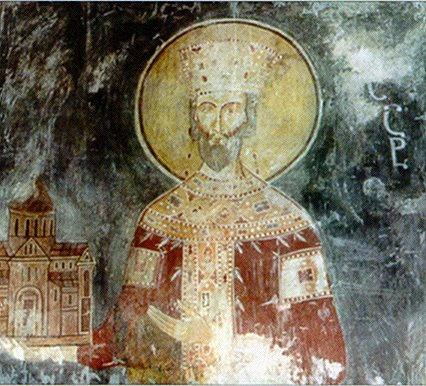
Bagrat II